# Teqorideamani
Teqorideamani war ein nubischer König, der um 253 n. Chr. regierte. Sein Vater hieß Teritnide, seine Mutter Arqamenkes. Er führte den nach ägyptischem Vorbild und in ägyptischen Hieroglyphen geschriebenen Thronnamen Cheperkare.
Teqorideamani ist bisher nur von wenigen Belegen bekannt. Ihm wird die Pyramide Beg N28 in Meroe zugeschrieben, wo sich sein Name fand. Sein Name findet sich auch auf einem Sockel, der im sogenannten Löwentempel von Meroe ausgegraben worden ist. Sehr wichtig ist eine demotische Inschrift am Tempel von Philae, der zufolge der Herrscher Geschenke an den dortigen Tempel sandte. Die Inschrift ist datiert: 10. April 253. Eine weitere Inschrift in Philae nennt das 20. Regierungsjahr eines nubischen Herrschers ohne ihn beim Namen zu nennen. Diese Inschrift kann aus verschiedenen Gründen in die Jahre 265/266 datiert werden. Das 20. Regierungsjahr muss sich deshalb auf Teqorideamani beziehen, der demnach 245/246 den Thron bestieg.
Teqorideamani ist damit der einzige sicher datierte meroitische König. Die Zuordnung der Pyramide zu dem Herrscher, der in Philae genannt wird, wird von einigen Forschern bestritten, die von zwei Königen mit dem Namen Teqorideamani ausgehen. Sie nehmen an, dass die Pyramide stilistisch früher zu datieren sei.